# The Million
The Million er en amerikansk stumfilm fra 1914 af Thomas N. Heffron.

## Medvirkende
- Edward Abeles
- Robert Stowe Gill
- Ruby Hoffman
- Edna Mayo
- John Daly Murphy